# Championnat de République centrafricaine de football 2015-2016
La saison 2015-2016 du Championnat de République centrafricaine de football n'est pas disputé cette année. Par conséquent, les places continentales sont attribuées aux meilleures équipes du championnat 2015-2016 de la Ligue de Bangui.
C'est le DFC 8e arrondissement qui remporte la compétition cette saison après avoir terminé en tête du classement final, avec un seul point d'avance sur le tenant du titre, l'AS Tempête Mocaf et onze sur l'Olympic Real de Bangui.

## Les clubs participants
- Olympic Real de Bangui
- Stade Centrafricain Tocages
- AS Tempête Mocaf
- DFC 8e arrondissement
- ASDR Fatima
- Réal Comboni FC
- Red Star FC - Promu de D2
- Sporting Club de Bangui
- Armée centrafricaine FC - Promu de D2
- Espérance du 5e arrondissement
- Sica Sport
- USCA Bangui

## Compétition

### Classement
Le barème de points servant à établir le classement se décompose ainsi :
- Victoire : 3 points
- Match nul : 1 point
- Défaite : 0 point

| Rang | Équipe                         | Pts | J  | G  | N  | P  | Bp | Bc | Diff |
| ---- | ------------------------------ | --- | -- | -- | -- | -- | -- | -- | ---- |
| 1    | DFC 8e arrondissement          | 66  | 33 | 19 | 9  | 5  | 58 | 27 | +31  |
| 2    | AS Tempête MocafT              | 65  | 33 | 19 | 8  | 6  | 51 | 34 | +17  |
| 3    | Olympic Real de Bangui         | 55  | 33 | 16 | 7  | 9  | 60 | 39 | +21  |
| 4    | Sica Sport                     | 51  | 33 | 14 | 9  | 10 | 55 | 39 | +16  |
| 5    | Espérance du 5e arrondissement | 49  | 33 | 12 | 13 | 8  | 37 | 31 | +6   |
| 6    | Stade Centrafricain Tocages    | 48  | 33 | 12 | 12 | 9  | 42 | 33 | +9   |
| 7    | ASDR Fatima                    | 46  | 33 | 13 | 7  | 13 | 38 | 31 | +7   |
| 8    | Armée centrafricaine FCP       | 40  | 33 | 11 | 7  | 15 | 51 | 58 | -7   |
| 9    | Réal Comboni FC                | 37  | 33 | 9  | 10 | 14 | 31 | 31 | 0    |
| 10   | Red Star FCP                   | 36  | 33 | 9  | 9  | 15 | 39 | 43 | -4   |
| 11   | USCA Bangui                    | 27  | 33 | 7  | 6  | 20 | 33 | 63 | -30  |
| 12   | Sporting Club de Bangui        | 16  | 33 | 4  | 3  | 26 | 23 | 72 | -49  |

|  | Vainqueur de la compétition 2015-2016 |
|  | Relégation en Deuxième division       |
|  | T : Tenant du titre                   |

## Bilan de la saison
| Championnat de République centrafricaine de football 2015-2016 |                         |
| Champion                                                       | DFC 8e arrondissement   |
| Qualifications continentales                                   |                         |
| Ligue des champions de la CAF 2016                             | Aucun                   |
| Coupe de la confédération 2016                                 | Aucun                   |
| Promotions et relégations                                      |                         |
| Promus en Première Division                                    | Anégrée FC              |
| Promus en Première Division                                    | FC SOS de Gbangouma     |
| Relégués en Deuxième Division                                  | USCA Bangui             |
| Relégués en Deuxième Division                                  | Sporting Club de Bangui |